# Etzenricht
Etzenricht település Németországban, azon belül Bajorországban. Lakosainak száma 1546 fő (2023. december 31.).

## Népesség
A település népessége az elmúlt években az alábbi módon változott:
| Lakosok száma | 880  | 2648 | 1475 | 1512 | 1595 | 1617 | 1579 | 1580 | 1565 | 1546 |
|               | 1875 | 1950 | 1975 | 1987 | 2012 | 2014 | 2016 | 2017 | 2021 | 2023 |